# Sinohylemya ctenocnema
Sinohylemya ctenocnema är en tvåvingeart som beskrevs av Hsue 1980. Sinohylemya ctenocnema ingår i släktet Sinohylemya och familjen blomsterflugor. Inga underarter finns listade i Catalogue of Life.